# Cyril Grandet
Cyril Grandet (ur. 19 grudnia 1942 roku) – francuski kierowca wyścigowy.

## Kariera
Grandet rozpoczął karierę w międzynarodowych wyścigach samochodowych w 1973 roku od startu w klasie GT 5.0 24-godzinnego wyścigu Le Mans, którego jednak nie ukończył. W późniejszych latach Francuz pojawiał się także w stawce World Challenge for Endurance Drivers.